# Paiton (plaats)
Paiton is een bestuurslaag in het regentschap Probolinggo van de provincie Oost-Java, Indonesië. Paiton telt 2065 inwoners (volkstelling 2010).

## Bekende inwoners

### Geboren
- Anton August van Vloten (1864-1920), Nederlands landbouwkundige.